# Trichopodaceae
Trichopodaceae é um nome botânico de uma família de plantas monocotiledóneas.
A família com este nome tem sido ocasionalmente reconhecido pelos sistemas de taxonomia vegetal, incluindo o sistema APG (1998), onde é colocada na ordem Dioscoreales.
Por outro lado, o sistema APG II (2003), não reconhece essa família e adicione as plantas na família Dioscoreaceae. Isso é reforçado pelo sistema Angiosperm Phylogeny Website.
A Taxionomia das Plantas da GRIN indica Trichopodaceae  Hutch., nom. cons. como sinónimo de Dioscoreaceae R. Br., nom. cons.
É uma pequena família de plantas herbáceas que ocorre em zonas tropicais do Velho Mundo.